# Loidahar
Loidahar ist ein osttimoresischer Suco im Verwaltungsamt Liquiçá (Gemeinde Liquiçá).

## Geographie
Loidahar liegt im Norden des Verwaltungsamts Liquiçá und wird nahezu von allen Seiten vom Suco Dato umschlossen. Nur im Südwesten grenzt Loidahar noch an den Suco Hatuquessi. Die Grenze zu Hatuquessi markiert der Fluss Ricameta, bis er zusammen mit dem Nomoro den Laklo bildet, der dann der Westgrenze zu Dato folgt. An einer Stelle gehört ein kleiner Teil des Ostufers des Laklos zu Dato. Loidahar hat eine Fläche von 10,05 km² und teilt sich in die vier Aldeias Cotalara (Kotalara), Hatululi, Manucol-Hata (Manacolohata) und Soatala.
Im Norden reicht die Gemeindehauptstadt Vila de Liquiçá bis Loidahars Aldeia Cotalara hinein. Das Krankenhaus der Stadt befindet sich hier. Gleich daneben steht westlich in der Aldeia Soatala die Grundschule São José de Brito. Neben dem Stadtrand von Vila de Liquiçá besteht der Großteil der Besiedlung aus vielen alleinstehenden Häusern und kleinen Häusergruppen. Die Zentren der Aldeias bilden die kleinen geschlossenen Siedlungen Cotalara, Hatululi, Manucol-Hata und Soatala. Sie befinden sich alle in der Mitte des Sucos. Der Sitz des Sucos und die Grundschule stehen im Suco Manucol-Hata, das Hospital Loidahar und die Grundschule Cabuilimo liegen in der Aldeia Hatululi. Der Süden des ausgedehnten Ortes Cabuilimo reicht bis nach Hatululi hinein.

## Einwohner
In Loidahar leben 3.030 Einwohner (2022), davon sind 1.506 Männer und 1.481 Frauen. Im Suco gibt es 548 Haushalte. Fast 86 % der Einwohner geben Tokodede als ihre Muttersprache an. Über 14 % sprechen Tetum Prasa.

## Geschichte
Im April 1999 wurden die Einwohner von Loidahar und anderer Sucos nach Vila de Liquiçá zwangsdeportiert. Hier zwang man sie mit Einschüchterungen und Misshandlungen die Autonomielösung im Unabhängigkeitsreferendum zu unterstützen, die einen Verbleib Osttimors bei Indonesien vorsah. Männer wurden, wenn sie nicht flohen, für die Milizen zwangsrekrutiert. Außerdem mussten die Menschen die Flagge Indonesiens setzen und Wachposten einrichten. Mädchen und junge Frauen mussten auf Feiern der Milizen tanzen.

## Politik

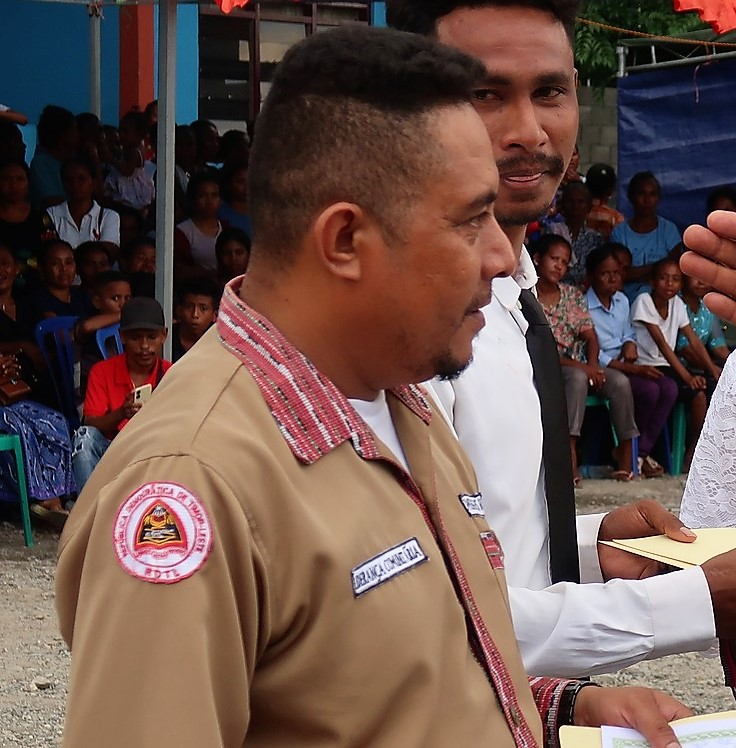
Domingos dos Santos (2023)

Bei den Wahlen von 2004/2005 wurde Vicente de Jesus zum Chefe de Suco gewählt. Bei den Wahlen 2009 gewann Albino Soares und 2016 Domingos dos Santos. Santos wurde 2023 in seinem Amt bestätigt.